# Fresnes-sur-Marne
Fresnes-sur-Marne település Franciaországban, Seine-et-Marne megyében. Lakosainak száma 947 fő (2022. január 1.). Fresnes-sur-Marne Précy-sur-Marne, Annet-sur-Marne, Charmentray, Charny, Claye-Souilly és Jablines községekkel határos.

## Népesség
A település népességének változása:
| Lakosok száma | 678  | 837  | 920  | 931  | 931  | 971  | 964  | 956  | 947  |
|               | 2013 | 2015 | 2016 | 2017 | 2018 | 2019 | 2020 | 2021 | 2022 |